# Fußball-Club Oberneuland von 1948
Il Fußball-Club Oberneuland von 1948 è una società calcistica tedesca con sede a Brema. Oltre al calcio la società ha al suo interno divisioni per il basket e la ginnastica.

## Storia
Fu fondato il 13 aprile 1948. Per la maggior parte della sua storia l'Oberneuland giocò nei campionati inferiori. Nel 1994 fu promosso in Verbandsliga Bremen (V), competizione che terminò al secondo posto. L'anno successivo l'Oberneuland vinse il campionato e conquistò la promozione in Oberliga Niedersachsen/Bremen (IV), che disputò fino al 2004 quando, in seguito alla riorganizzazione del Campionato di calcio tedesco, ritornò in Verbandsliga. L'Oberneuland ritornò a giocare in Oberliga Nord nel 2006, dopo aver vinto il suo secondo titolo di Verbandsliga.
L'Obernauland ha vinto la Bremer Pokal nel 1993 e nel 2003, queste vittorie permisero alla squadra di partecipare alla Coppa di Germania, nella quale fu eliminato per due volte al primo turno. Un'altra Bremer Pokal fu vinta nel 2008. Nella Coppa di Germania 2008-2009 l'Oberneuland riuscì a battere il TuS Koblenz, prima di essere eliminato dal Wolfsburg al secondo turno.

## Stadio
L'Oberneuland disputa le sue partite casalinghe allo stadio Sportpark Vinnenweg, che può contenere 3500 persone.

## Palmarès

### Competizioni regionali
- Kreisliga A Bremen (VIII) campione: 1992
- Bezirksliga Bremen (VII) campione: 1993
- Landesliga Bremen (VI) campione: 1994
- Verbandsliga Bremen (V) campione: 1996, 2006
- Bremer Pokal vincitore: 1993, 2003, 2008

## Rosa
| N. |                       | Ruolo | Calciatore          |
| -- | --------------------- | ----- | ------------------- |
| 1  | Polonia (bandiera)    | P     | Christian Ceglarek  |
| 2  | Russia (bandiera)     | D     | Viktor Pekrul       |
| 3  | Lituania (bandiera)   | D     | Julian Matiasovits  |
| 4  | Germania (bandiera)   | D     | Björn Dreyer        |
| 5  | Germania (bandiera)   | C     | Marius Winkelmann   |
| 6  | Rep. Ceca (bandiera)  | C     | Patrick Posipal     |
| 7  | Germania (bandiera)   | D     | Francis Banecki     |
| 8  | Marocco (bandiera)    | C     | Adil Boukantar      |
| 9  | Germania (bandiera)   | D     | Tobias Esche        |
| 10 | Italia (bandiera)     | C     | Benedetto Muzzicato |
| 11 | Turchia (bandiera)    | A     | Cenan Coskun        |
| 13 | Italia (bandiera)     | D     | Fabrizio Muzzicato  |
| 14 | Germania (bandiera)   | D     | Christopher Beck    |
| 17 | Tagikistan (bandiera) | D     | Nikolaj Streater    |
| 16 | Ghana (bandiera)      | P     | Malik Sana          |

| N. |                                 | Ruolo | Calciatore            |
| -- | ------------------------------- | ----- | --------------------- |
| 17 | Germania (bandiera)             | D     | Jan-Philipp Rose      |
| 18 | Germania (bandiera)             | A     | Mike Behrens          |
| 19 | Italia (bandiera)               | A     | Alessandro Belleri    |
| 20 | Nigeria (bandiera)              | C     | Yusuf Adewunmi        |
| 22 | Germania (bandiera)             | C     | Danny Cornelius       |
| 23 | Germania (bandiera)             | D     | Daniel Block          |
| 24 | Germania (bandiera)             | A     | Benjamin Titz         |
| 25 | Turchia (bandiera)              | A     | Bünyamin Aksoy        |
| 26 | Germania (bandiera)             | C     | Nils Laabs            |
| 27 | Georgia (bandiera)              | A     | Alexander Karapetyan  |
| 29 | Bosnia ed Erzegovina (bandiera) | D     | Marin Mandić          |
| 30 | Germania (bandiera)             | A     | Christian Maus        |
| 31 | Germania (bandiera)             | P     | Michael Hinz          |
| 40 | Germania (bandiera)             | P     | Jan Hendrik Gronewold |